# Opuntia boldinghii
Opuntia boldinghii ist eine Pflanzenart in der Gattung der Opuntien (Opuntia) aus der Familie der Kakteengewächse (Cactaceae). Das Artepitheton boldinghii ehrt den holländischen Botaniker Isaäc Boldingh (1879–1938).

## Beschreibung
Opuntia boldinghii wächst strauchig und bildet vieltriebige Gruppen mit Wuchshöhen von bis zu 2 Meter.  Die glauk trübgrünen, verkehrt eiförmigen Triebabschnitte sind bis zu 20 Zentimeter lang. Die sich auf ihnen befindlichen konischen, rötlichen  Blattrudimente sind bis zu 3 Millimeter lang. Die großen vorstehenden Areolen sind braun befilzt und tragen bräunliche Glochiden. Kurze braune Dornen sind nur wenige vorhanden oder sie fehlen.
Die rosafarbenen Blüten erreichen eine Länge von bis zu 5 Zentimeter. Die verkehrt eiförmigen Früchte sind unbedornt und werden bis zu 4 Zentimeter lang.

## Verbreitung, Systematik und Gefährdung
Opuntia boldinghii ist im Nordwesten von Venezuela, auf Trinidad und Curaçao verbreitet.
Die Erstbeschreibung erfolgte 1919 durch Nathaniel Lord Britton und Joseph Nelson Rose.
In der Roten Liste gefährdeter Arten der IUCN wird die Art als „Least Concern (LC)“, d. h. als nicht gefährdet geführt. Die zukünftige Entwicklung der Populationen ist unbekannt.

## Nachweise